# تری‌دی‌ویا
تری‌دی‌ویا (به انگلیسی: 3DVIA) زیرمجموعه از داسو سیستمز است که بر توسعه مستندات سه بعدی، انتشارات و ابزارهای میزبانی برای بازارهای حرفه‌ای و مصرف‌کننده تمرکز دارد. محصولات این شرکت در زمینه تولید، طراحی و بازاریابی حرفه‌ای با هدف مأموریت استفاده از تکنولوژی 3D به عنوان یک رسانه ارتباطی هدف قرار گرفته‌است.